# یواس‌اس ویرو (ای‌ام-۵۲)
یواس‌اس ویرو (ای‌ام-۵۲) (به انگلیسی: USS Vireo (AM-52)) یک کشتی بود که طول آن ۱۸۷ فوت ۱۰ اینچ (۵۷٫۲۵ متر) بود. این کشتی در سال ۱۹۱۹ ساخته شد.